# المكتب الإعلامي لحكومة أبو ظبي
المكتب الإعلامي لحكومة أبوظبي والمعروف أيضًا باسم ADGMO هو المكتب الإعلامي الرسمي التابع لحكومة أبوظبي الذي يمثّل الحكومة في وسائل الإعلام المختلفة.

## نبذة
أطلقه الشيخ هزاع بن زايد آل نهيان، نائب رئيس مجلس أبوظبي التنفيذي في عام 2019م. وهو المسؤول عن تمثيل الحكومة في وسائل الإعلام، وتنظيم المؤتمرات الصحفية للإمارة ومراقبة وسائل الإعلام المحلية والدولية. كما أن سعادة مريم عيد المهيري تشغِل منصب المدير العام للمكتب الإعلامي في حكومة أبوظبي، ولها دورٍ فعال في تطوير ومناقشة الفكرة عالمياً.

## المهام
تم الإصدار الرسمي للمكتب الإعلامي لحكومة أبوظبي في عام 2018م، حيث تتمثل في نقل آخر التطورات في العاصمة، ترسيخ رؤية وأهداف الإمارة للمستقبل والحفاظ على القيم والتقاليد، حيث تقوم ADGMO أيضًا بإنتاج محتوى هادف يوثق قصص ومبادرات الأشخاص الملهمين من أنحاء الدولة، للتعبير عن الانتماء والمشاركة بالقصص الذاتية الملهمة. وتم خلال جولة ترويجية استغرقت أسبوعين في مدينتي نيويورك ولوس أنجلوس، مناقشة أهم تطورات قطاع الإعلام في أبوظبي واستعراض الخطط المستقبلية للقطاع الإعلامي بحضور كبار الشخصيات وقادة الأعمال.